# Country Road (アパレル)
カントリーロード（英: Country Road）は、オーストラリアとニュージーランドに独立店舗を68店舗、ショップインの形態で77店舗を展開する中間層向けの衣類チェーン店である。オーストラリア証券取引所（ASX）に上場し、南アフリカの小売大手「ウールワース・ホールディング・リミテッド（Woolworths Holdings Limited）」が88%の資本を所有する。

## 歴史
同社は1974年にStephen Bennettによってシャツ・ブランドとして設立された。1986年にメンズ・ウェア、1988年にアクセサリーを新たに展開し、アメリカに進出。1998年からWoolworths Holdings Limitedが資本参加。2000年から2001年にかけてアメリカから撤退し、同時期に子供服を新たに展開する。2003年には、オーストラリア最大の百貨店であるマイヤーに出店し、これを機に同百貨店以外にもオーストラリア高級百貨店David Jonesにも出店し、プレミアム市場をターゲットに販売していたが、2004年7月に低価格衣料チェーンとして再出発し、2006年 - 2007年に25%価格を低くした。それによって70%売り上げ増加した。近年はデザイナーとしてSophie Holtを抜擢した。本社はヴィクトリア州のCremorneに所在し、オーストラリア国内のフラッグショップはヴィクトリア州のSouth Yarraに所在している。また北部エリアの本社はニューサウスウェールズ州のピット・ストリート・モール（Pitt Street Mall）にあるフラッグショップ内に所在している。